# Bernardo José Menéndez
Bernardo José Menéndez (6 de octubre de 1932, Buenos Aires-2016) fue un abogado y militar argentino que trabajó en la dictadura Proceso de Reorganización Nacional.
Con el grado de teniente coronel, Menéndez sirvió como jefe del Grupo de Artillería de Defensa Aérea 101 entre el 26 de noviembre de 1976 y el 6 de marzo de 1979. Esta unidad tenía como jurisdicción el sur de la ciudad de Buenos Aires (código militar: Área V).
Durante la crisis en Argentina de 1981 y 1982, Menéndez se desempeñaba en la Secretaría General del Ejército, por entonces conducida por Alfredo Saint-Jean.
El 26 de abril de 1982 asumió como subsecretario del Interior dejando la Subsecretaría de Asuntos Institucionales.
El 23 de octubre de 2009 fue condenado a cadena perpetua por delitos de lesa humanidad en el juicio Olivera Róvere. En 2014 perdió la prisión domiciliaria con la que había comenzado a cumplir su pena. En 2016 murió estando en prisión.